# Nicola von Greyerz
Nicola Dorothea von Greyerz (* 5. Juni 1973; heimatberechtigt in Bern) ist eine Schweizer Politikerin (SP).

## Leben
Nicola von Greyerz studierte Germanistik an der Universität Bern. Sie arbeitet als Wissenschaftskommunikatorin im Generalsekretariat der Universität Bern. Von Greyerz lebt in Bern.
Nicola von Greyerz ist Bernburgerin und Angehörige der Zunft zu Webern.

## Politik
Nicola von Greyerz war von 2009 bis 2014 Mitglied des Stadtrats (Legislative) von Bern. Sie gehörte 2012 der Agglomerationskommission und von 2009 bis 2014 der Aufsichtskommission an, welcher sie 2012 als Vizepräsidentin und 2013 als Präsidentin vorstand. 2014 wurde von Greyerz in den Grossen Rat des Kantons Bern gewählt, wo sie von 2014 bis 2016 der Justizkommission angehörte. Bei den Wahlen 2018 und 2022 wurde von Greyerz wiedergewählt. Sie gehörte von 2016 bis 2019 der Bildungskommission sowie von 2014 bis 2019 deren Ausschuss Interparlamentarische Kommission Fachhochschule Westschweiz an. Seit 2021 ist sie Mitglied der Kommission für Staatspolitik und Aussenbeziehungen.
Nicola von Greyerz ist Präsidentin des Verbands Bernischer Musikschulen und des Vereins Dampfzentrale Bern. Sie ist Vorstandsmitglied der Genossenschaft visarte.ateliers.bern und des Vereins Swiss Jazz School.